# Borówko (Nawcz)
Borówko (kaszb. Bòrowô Môłé) – kolonia wsi Nawcz w Polsce, położona w województwie pomorskim, w powiecie wejherowskim, w gminie Łęczyce.
Pomiędzy 1945-1954 kolonia administracyjnie należała do województwa gdańskiego, powiatu lęborskiego, gminy Rozłazino.
Po zniesieniu gmin i pozostawienie w ich miejscu gromad, w latach 1957-1975 kolonia administracyjnie należała do województwa gdańskiego, powiatu lęborskiego.
W latach 1975–1998 kolonia administracyjnie należała do województwa gdańskiego.
Obecnie kolonia zaliczana jest do ziemi lęborskiej włączonej w skład powiatu wejherowskiego.